# Teiche bei Schönau an der Brend
Teiche bei Schönau an der Brend este o arie protejată (arie specială de conservare — SAC, sit de importanță comunitară — SCI) din Germania întinsă pe o suprafață de 2,72 ha, integral pe uscat.

## Localizare
Centrul sitului Teiche bei Schönau an der Brend este situat la coordonatele 50°23′15″N 10°07′39″E / 50.3875°N 10.1275°E.

## Înființare
Situl Teiche bei Schönau an der Brend a fost declarat sit de importanță comunitară în martie 2001 pentru a proteja 1 specie de animale. Situl a fost protejat și ca arie specială de conservare în aprilie 2016.

## Biodiversitate
Situată în ecoregiunea continentală, aria protejată conține 2 habitate naturale: Lacuri eutrofice naturale cu vegetație de tip Magnopotamion sau Hydrocharition, Liziere de ierburi înalte hidrofile de câmpie și de nivel montan până la alpin.
La baza desemnării sitului se află o specie protejată de  nevertebrate: libelule (Leucorrhinia pectoralis).
Pe lângă speciile protejate, pe teritoriul sitului au mai fost identificate 1 specie de amfibieni.